# Ruggeri (cognome)
Ruggeri è un cognome di lingua italiana.

## Varianti
De Rugeriis, De Ruggeri, De Ruggeriis, De Ruggeris, De Ruggero, De Ruggieri, De Ruggiero, Di Ruggero, Di Ruggiero, Rogger, Roggeri, Roggerini, Roggero, Roggerone, Roggeroni, Roggieri, Roggiero, Roglieri, Rogliero, Rugger, Ruggerini, Ruggero, Ruggerone, Ruggeroni, Ruggier, Ruggieri, Ruggiero, Rugieri, Rugiero.

## Origine e diffusione
Cognome tipicamente panitaliano, è presente prevalentemente al centro-nord.
Ha la stessa etimologia del prenome maschile Ruggero, che deriva dall'antico germanico Hrodgaer (da hroth, "fama", "gloria", e gaira, "lancia"), ossia "lancia gloriosa".
In Italia conta circa 8306 presenze.
La variante Rugger è veneziana; Ruggerini è mantovano, reggiano e modenese; Ruggerone è novarese; Ruggero è veneto e siciliano, con comparse in tutto il sud Italia e in Sardegna; Roglieri e Rogliero sono baresi; Ruggieri è tipicamente pugliese, laziale e abruzzese; Roggero è torinese, cuneese e alessandrino; Roggerone è genovese; Rogger è trentino; Roggeri è bergamasco; Roggerini è tipico di Gorno, nel bergamasco; Roggieri è ligure e piemontese; Roggiero è casertano; Ruggiero è tipico del meridione; Rugiero è cosentino; De Rugeriis è teramano; De Ruggieri, De Ruggeriis e De Ruggeris sono abruzzesi con un ceppo in Puglia; De Ruggiero è napoletano; Roggeroni, De Ruggeri e De Ruggero sono dovuti ad errori di trascrizione; Rugieri, Ruggier, Di Ruggero e Di Ruggiero sono rarissimi.
Si segnala, inoltre, l’altrettanto rara variante Ruggirello in Sicilia, nello specifico in provincia di Trapani, nel territorio dell’agro ericino e quindi il vecchio territorio di pertinenza dell’ex comune di Monte San Giuliano.

## Persone
- Florisa Ruggeri – cestista italiana
- Gian Carlo Ruggeri – generale italiano dell'Aeronautica Militare
- Giovanni Ruggeri – architetto italiano